# Fédération suisse du tourisme
Ne doit pas être confondu avec Suisse Tourisme.
 (octobre 2024).
La mise en forme du texte ne suit pas les recommandations de Wikipédia : il faut le « wikifier ».
Les points d'amélioration suivants sont les cas les plus fréquents. Le détail des points à revoir est peut-être précisé sur la page de discussion.
- Les titres sont pré-formatés par le logiciel. Ils ne sont ni en capitales, ni en gras.
- Le texte ne doit pas être écrit en capitales (les noms de famille non plus), ni en gras, ni en italique, ni en « petit »…
- Le gras n'est utilisé que pour surligner le titre de l'article dans l'introduction, une seule fois.
- L'italique est rarement utilisé : mots en langue étrangère, titres d'œuvres, noms de bateaux, etc.
- Les citations ne sont pas en italique mais en corps de texte normal. Elles sont entourées par des guillemets français : « et ».
- Les listes à puces sont à éviter, des paragraphes rédigés étant largement préférés. Les tableaux sont à réserver à la présentation de données structurées (résultats, etc.).
- Les appels de note de bas de page (petits chiffres en exposant, introduits par l'outil «  Source ») sont à placer entre la fin de phrase et le point final[comme ça].
- Les liens internes (vers d'autres articles de Wikipédia) sont à choisir avec parcimonie. Créez des liens vers des articles approfondissant le sujet. Les termes génériques sans rapport avec le sujet sont à éviter, ainsi que les répétitions de liens vers un même terme.
- Les liens externes sont à placer uniquement dans une section « Liens externes », à la fin de l'article. Ces liens sont à choisir avec parcimonie suivant les règles définies. Si un lien sert de source à l'article, son insertion dans le texte est à faire par les notes de bas de page.
- La présentation des références doit suivre les conventions bibliographiques. Il est recommandé d'utiliser les modèles {{Ouvrage}}, {{Chapitre}}, {{Article}}, {{Lien web}} et/ou {{Bibliographie}}. Le mode d'édition visuel peut mettre en forme automatiquement les références.
- Insérer une infobox (cadre d'informations à droite) n'est pas obligatoire pour parachever la mise en page.

Pour une aide détaillée, merci de consulter Aide:Wikification.
Si vous pensez que ces points ont été résolus, vous pouvez retirer ce bandeau et améliorer la mise en forme d'un autre article.
 (octobre 2024).
Si vous disposez d'ouvrages ou d'articles de référence ou si vous connaissez des sites web de qualité traitant du thème abordé ici, merci de compléter l'article en donnant les références utiles à sa vérifiabilité et en les liant à la section « Notes et références ».
La Fédération suisse du tourisme  (FST), Schweizer Tourismus-Verband, Federazione svizzera del turismo, Federaziun svizra dal turissem, anglais : Swiss Tourism Federation est l'organisation faîtière de l'industrie touristique suisse. En tant qu'association faîtière nationale et organisation de réseau nationale, elle représente les intérêts du tourisme suisse vis-à-vis des autorités, de la politique, des médias et du grand public. La fédération est ainsi la plate-forme centrale de la politique touristique en Suisse.

## Histoire et organisation
L'association est fondée en 1932 ou 1933 en tant qu'association de droit privé sous le nom de "Schweizer Fremdenverkehrsverband" afin d'offrir au tourisme en Suisse une plate-forme commune et une représentation de ses intérêts. Depuis 1991, l'association se présente sous le nom de Fédération suisse du tourisme. La FST est financée par les cotisations de ses membres et par des prestations de service couvrant les frais.
L'association compte plus de 500 membres en 2020, notamment :
- les associations professionnelles du tourisme
- les destinations touristiques
- les prestataires de services touristiques
- les représentants politiques
- les autorités et les institutions de formation s'occupant de tourisme.

Elle est organisée en tant qu'association de droit privé (selon les articles 60-79 du CC), les quatre organes centraux sont l' assemblée générale, le comité, le le bureau et la direction (secrétariat). Son siège est à Berne. Le conseiller national saint-gallois Nicolò Paganini en est le président depuis 2020 (le centre), Philipp Niederberger dirige le bureau en tant que directeur depuis 2021. La direction stratégique de l'association est assurée par le comité. Celui-ci se compose de trois représentants politiques et de douze membres principaux.
Les membres sont répartis en 3 catégories différentes: les 12 membres principaux, les membres à part entière et les membres amicaux.

### Président
- depuis 2020 : Nicolo Paganini[3]
- 2009 à 2020 : Dominique de Buman[3]
- 1971 à 1978 : Jost Krippendorf (de)[6]
- ? - ? : Bernhard Müller[7]
- 1966[8] - ? : Willi Rohner (de)[9]
- ? - 1966 : Rudolf Gnägi[8]
- ? - ? : Max Gafner[10]
- 1932 - ? : Friedrich Volmar[1]

## Objectifs

### Politique touristique et relations publiques
La Fédération Suisse du Tourisme exerce un lobbying politique en faveur de ses membres. La tâche principale consiste à entretenir des contacts et à échanger régulièrement des informations avec les offices fédéraux et les parlementaires ainsi qu'à faire du lobbying en faveur de l'industrie touristique. Le Groupe parlementaire pour le tourisme (GPT), avec plus de 60 membres, est l'un des plus grands groupes d'intérêt de l'Assemblée fédérale. Ses membres comprennent des conseillers nationaux et des conseillers d'État de diverses tendances politiques qui s'intéressent aux questions liées au tourisme suisse. Les membres du PGT se réunissent quatre fois par an.
Le travail de relations publiques se concentre sur la publication de la brochure Le tourisme suisse en chiffres ainsi que sur la publication de newsletters sur l'état des activités de la FST et sur la propre présence Internet de l'entreprise avec un portail d'information spécifique à la branche (newsletter, communiqués, données statistiques, rapports de publication).

### Centre de compétences pour la durabilité
Le Centre de compétences pour la durabilité (KONA) promeut le développement durable du tourisme suisse.
Les tâches du centre de compétence sont diverses :
- Développement et transfert de connaissances dans le domaine de la durabilité du tourisme
- Mutualiser les ressources et créer des synergies dans l’ensemble du secteur touristique
- Mise en réseau grâce au développement communautaire et à la médiation des acteur-trice-s concernés
- Autonomisation grâce à des outils pour mettre en œuvre la durabilité
- Mesurer et rendre compte de la durabilité dans le secteur du tourisme.

Pour mettre en œuvre les objectifs, le KONA poursuit divers projets tels que Swisstainable, le SDG Tourism Dialogue, Meilleurs villages touristiques, l'initiative OK:GO  et le fonctionnement de la plateforme de durabilité.
Le conseil consultatif du KONA est composé de représentants des douze membres principaux de la FST, de quatre institutions scientifiques, de Suisse Tourisme et du Secrétariat d'État à l'économie.